# Liste der Kulturdenkmäler in Bergen (bei Kirn)
In der Liste der Kulturdenkmäler in Bergen sind alle Kulturdenkmäler der rheinland-pfälzischen Ortsgemeinde Bergen aufgeführt. Grundlage ist die Denkmalliste des Landes Rheinland-Pfalz (Stand: 12. Juni 2023).

## Einzeldenkmäler
| Bezeichnung              | Lage                 | Baujahr                    | Beschreibung | Bild            |
| ------------------------ | -------------------- | -------------------------- | --- | --------------- |
| Quereinhaus              | Hauptstraße 55 Lage  | 1874                       | Quereinhaus, bezeichnet 1874, fünfachsiger Sandsteinwohntrakt mit Kniestock, Wirtschaftsteil, teilweise Fachwerk, wohl aus den 1850er Jahren; Stall, bezeichnet 1856 | BW              |
| Evangelische Pfarrkirche | Hauptstraße 62a Lage | 1860–62                    | stark klassizistisch geprägter neugotischer Saalbau, 1860–62, Architekten L. Rhumbler, Alzey, und J. Lang, Kreuznach; in der Turmvorhalle Grabstein, 1686            | Fotos hochladen |
| Quereinhaus              | Mühlenweg 3 Lage     | Mitte des 19. Jahrhunderts | Quereinhaus mit Kniestock, Krüppelwalmdach, nach der Mitte des 19. Jahrhunderts                                                                                      | BW              |